# Nina Schultz
Nina Schultz (chinesisch 郑妮娜力, Pinyin Zhèng Nīnàlì; * 12. November 1998 in New Westminster) ist eine chinesisch-kanadische Leichtathletin, die sich auf den Siebenkampf spezialisiert hat und die seit 2021 für die Volksrepublik China startberechtigt ist.

## Sportliche Laufbahn
Ihren ersten internationalen Wettkampf bestritt Nina Schultz bei den Leichtathletik-Jugendweltmeisterschaften 2015 in Cali, bei denen sie mit 5406 Punkten den elften Platz im Siebenkampf belegte. Im Jahr darauf gelangte sie bei den U20-Weltmeisterschaften in Bydgoszcz mit 5639 Punkten auf den sechsten Platz und anschließend begann sie ein Studium an der Kansas State University in den Vereinigten Staaten. 2018 startete sie bei den Commonwealth Games im australischen Gold Coast und gewann dort mit 6133 Punkten die Silbermedaille hinter der Engländerin Katarina Johnson-Thompson. 2019 wechselte sie an die University of Georgia und seit 2021 tritt sie international für die Volksrepublik China unter dem Namen Zheng Ninali an. Im selben Jahr nahm sie an den Olympischen Sommerspielen in Tokio teil und belegte dort mit 6318 Punkten den zehnten Platz. 2023 musste sie dann ihren Wettkampf bei den Asienmeisterschaften in Bangkok vorzeitig beenden. Im Oktober siegte sie mit 6149 Punkten bei den Asienspielen in Hangzhou. Im Jahr darauf gewann sie bei den Hallenasienmeisterschaften in Teheran mit 4130 Punkten die Goldmedaille im Fünfkampf.

## Persönliche Bestleistungen
- Siebenkampf: 6358 Punkte, 13. Juni 2021 in Arona
  - Fünfkampf (Halle): 4502 Punkte, 9. Februar 2018 in Lubbock

## Persönliches
Schultz, die einen deutschen Vater und eine chinesische Mutter hat, wurde im kanadischen New Westminster geboren. Ihre Großmutter war die chinesische Hochsprungweltrekordlerin Zheng Fengrong, ihr älterer Bruder Ty Schultz ist als Eishockeyspieler aktiv.